# مجمع جهانی اقتصاد

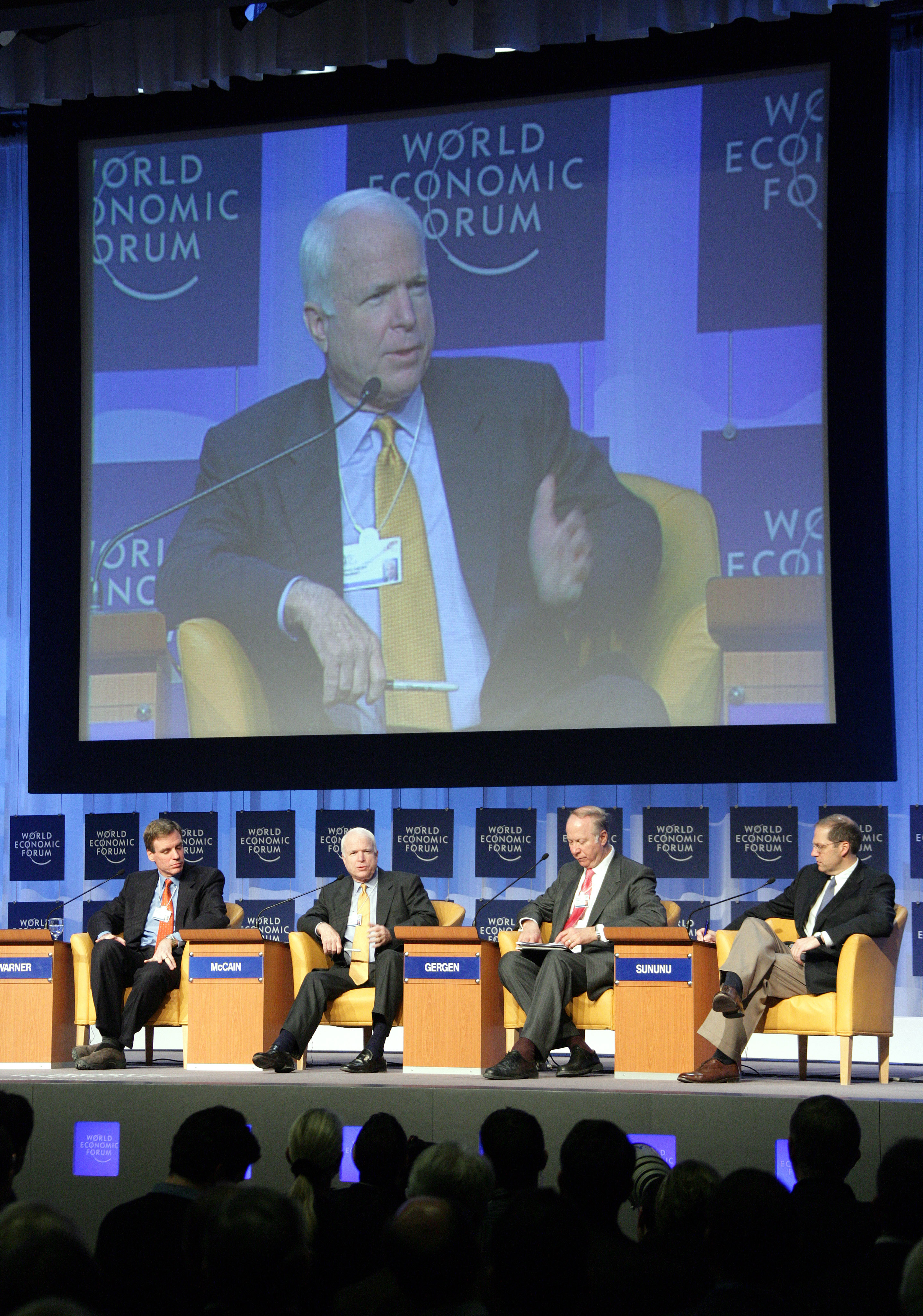

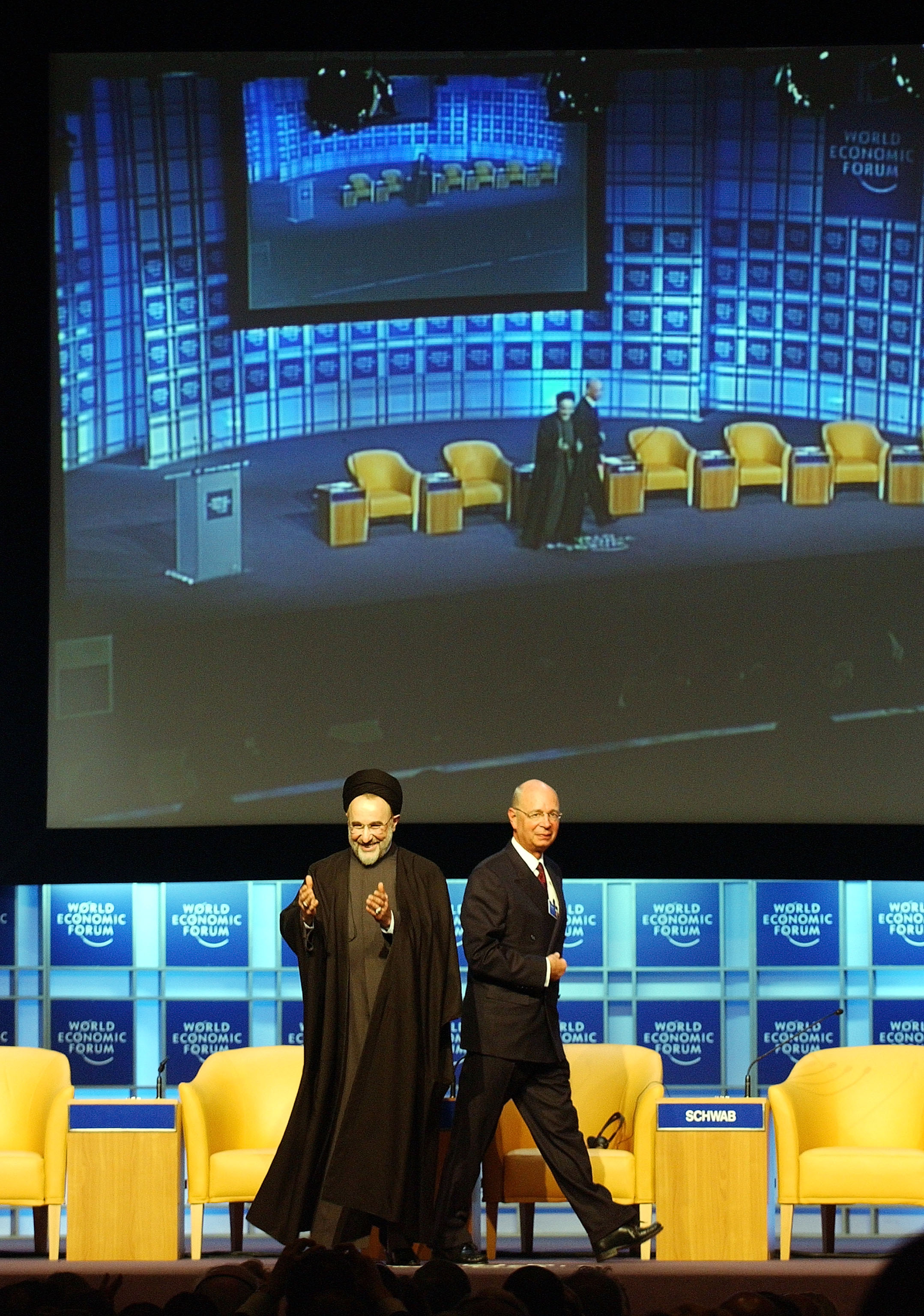
محمد خاتمی رئیس‌جمهور وقت ایران در اجلاس سال ۲۰۰۴

مجمع جهانی اقتصاد (به انگلیسی: World Economic Forum) یکی از سازمان‌های بزرگ اقتصادی سوئیس است. این سازمان سالانه بیش از ۸۰ میلیون دلار درآمد دارد.
بیش از یک هزار شرکت نام‌آور جهان با پرداخت حق عضویت، هزینه‌های این مجمع را تأمین می‌کنند که حداقلِ آن ۴۲٬۵۰۰ فرانک سوئیس در سال است. حضور رؤسای شرکت‌ها در نشست داووس ۱۸٬۰۰۰ فرانک هزینه ورودی دارد. ۲۵۰٬۰۰۰ تا ۵۰۰٬۰۰۰ فرانک هم هزینهٔ شراکت در برنامه‌ها و طرح‌های کنفرانس است.

## پیشینه
مجمع جهانی اقتصاد برای اولین بار در ژانویه سال ۱۹۷۱ و در شهر داووس توسط کلاوس شواب به عنوان جایی برای جمع شدن رهبران اقتصادی و سرمایه‌داران اروپایی راه اندازی شد. شواب که در آن زمان در دانشگاه ژنو تدریس می‌کرد، داووس را برای جمع شدن اقتصاددانان، سیاستمداران، صاحبان سرمایه، نظریه‌پردازان و هنرمندان انتخاب کرد. ایدهٔ اصلی اجلاس این بود که این افراد در یک جا جمع شوند تا دربارهٔ مسائل روزِ اروپا تبادل نظر کنند.
وی سپس «مجمع مدیریت اروپا» که یک سازمان غیرانتفاعی بود را در ژنو راه اندازی کرد و با کمک این مجمع سران تجاری و صنعتی اروپا را هر ساله در ماه ژانویه به داووس فرا می‌خواند. سپس برگزاری جلسات منطقه‌ای در کشورهای مختلف جهان بعد از برگزاری اجلاس سالانه داووس به برنامهٔ کاریِ این مجمع افزوده شد.
رویدادهای سال ۱۹۷۳ میلادی — از جمله جنگ یوم کیپور و از هم پاشیدن سیستم برتن وودز — موجب شد که اجلاس داووس به جای تمرکز بر مسائل مدیریتی، نگاه خود را به مشکلات سیاسی و اقتصادی روز معطوف کند و یک سال بعد، برای نخستین بار رهبران سیاسی جهان هم به داووس دعوت شدند.
از سال ۱۹۷۹ مجمع مدیریت جهانی انتشار گزارش رقابت اقتصادی جهانی را نیز بر عهده گرفت. اما در سال ۱۹۸۷ «مجمع مدیریت اروپا» به «مجمع اقتصاد جهانی» تغییر نام داد و با توسعهٔ حوزهٔ کاریِ خود تلاش کرد اختلافات و مشکلات جهانی را با ایجاد یک پلتفُرم بین‌المللی حل کند.

## تأثیرهای بین‌المللی
در سال ۱۹۸۸ میلادی رهبران ترکیه و یونان «بیانیه داووس» را برای پیشگیری از جنگ امضا کردند. یک سال بعد، اولین دیدار سیاستمداران دو کشورِ کره در سطح وزیران در همین شهر برگزار شد. در همان سال، اولین صحبت‌ها دربارهٔ اتحاد آلمان شرقی و غربی هم در این اجلاس صورت گرفت.
در سال ۱۹۹۴ میلادی، یک بارِ دیگر داووس میزبان چهره‌هایی بود که کمتر در کنار هم دیده می‌شدند. در آن سال یاسر عرفات (رهبر سازمان آزادی‌بخش فلسطین) و شیمون پرز (وزیر امور خارجهٔ وقت اسرائیل) به توافق اولیه دربارهٔ غزه و اریحا دست پیدا کردند.
البته رجب طیب اردوغان، رئیس‌جمهوری ترکیه، در اجلاس داووس در سال ۲۰۰۹ میلادی صحنه‌ای فراموش‌نشدنی به وجود آورد. اردوغان در آن زمان نخست‌وزیر ترکیه بود و در میانهٔ جلسه صحبت با شیمون پرز، رئیس‌جمهوری وقت اسرائیل، اجلاس را ترک کرد و گفت گُمان نمی‌کند دیگر پا به این اجلاس بگذارد.
در سال‌های اخیر و با شدت گرفتن بحران اقتصادی در اروپا، اجلاس داووس یک بار دیگر سَمت و سوی اقتصادی بیشتری گرفت و بیش از گذشته بر مشکلات اقتصادی و تجاری دنیای غرب متمرکز شد، چنان‌که موضوع اصلی اجلاس داووس در سال ۲۰۱۵ میلادی هم به این اتفاق‌ها اختصاص داشت.

## مجمع سال ۲۰۰۸
مجمع جهانی در روزهای ۲۳ تا ۲۷ ژانویه ۲۰۰۸ برگزار شد. موضوع اجلاس سال ۲۰۰۸ میلادی «قدرت خلاقیت مشارکتی در جهان» بود و بزرگ‌ترین چالش‌های اقتصادی جهان در سال ۲۰۰۸ میلادی و سال‌های آینده را مورد بررسی قرار داد.
در مجمع سال ۲۰۰۸ میلادی هفت نفر ریاست جلسه را برعهده دارند:
- تونی بلر نخست‌وزیر سابق بریتانیا
- جیمز دایمون رئیس و مدیر ارشد اجرایی مؤسسه مالی جی پی مورگان کشور ایالات متحده آمریکا
- کی-وی کاماث مدیر کل و مدیر ارشد اجرایی بانک ICICV در کشور هند
- هنری کیسینجر مدیر عامل مؤسسه کیسینجر در کشور آمریکا
- ایندرا کی-نووی مدیر عامل و مدیر ارشد اجرایی شرکت پپسی در آمریکا
- دیوید جی آوریلی کارشناسی ارشد در رشته MBA و از مدیران برتر زن آمریکا
- وانگ جیانزو

## گزارش جهانی فناوری اطلاعات
گزارش جهانی فناوری اطلاعات گزارشی است که هر ساله توسط مجمع جهانی اقتصاد با هدف مقایسهٔ شاخص‌های توسعهٔ فناوری اطلاعات تهیه می‌گردد.
در تابستان سال ۱۹۷۱، کلاوس شواب (Klaus Schwab) استاد دانشگاه ژنو، ۴۴۴ نفر از رؤسای شرکت‌های اروپای غربی را به سمپوزیوم مدیریت اروپایی (European Management Symposium) که در مرکز کنگرهٔ داووس برگزار شد، دعوت کرد. هدف او آشنا کردن شرکت‌های اروپایی با روش‌های مدیریت آمریکایی بود. وی سپس مجمع مدیریت اروپایی (European Management Forum) را تشکیل داد که در سال ۱۹۸۷ با توسعهٔ حوزهٔ کاری خود، به مجمع جهانی اقتصاد، تغییر نام داد و تلاش کرد تا مسائل و اختلافات جهانی را حل و فصل نماید. مجمع متعهد به بهبود شرایط جهان بوده و یک عضو ناظر از شورای اقتصادی و اجتماعی ملل متحد داشته و تحت نظارت شورای فدرال سوئیس می‌باشد.

مجمع در ژانویهٔ هر سال، اجلاسی را در داووس برگزار می‌کند. داوس، دهکده‌ای کوهستانی در شرق سوئیس است که شهرت آن در گذشته به واسطهٔ آب و هوای متبوع و برگزاری مسابقات اسکی در آن بوده‌است. اجلاس داوس، نزدیک به ۲٬۵۰۰ نفر از رهبران سیاسی جهان، روشنفکران منتخب، رؤسای شرکت‌های بزرگ و خبرنگاران را برای بحث پیرامون مهم‌ترین موضوعات جهان معاصر، گردهم می‌آورد. همچنین، مجمع سالانه ۸ تا ۱۰ اجلاس دیگر در سایر نقاط جهان برگزار می‌کند که بخش عمده درآمد مجمع را از طریق حق عضویت و شرکت در این اجلاس‌ها، تأمین می‌کند.
گزارش جهانی فناوری اطلاعات (Global Information Technology Report) که به اختصار «GITR» نامیده می‌شود، از سال ۲۰۰۲ توسط مجمع جهانی اقتصاد و مؤسسهٔ آموزش کسب و کار اینسید «INSEAD» به صورت سالانه انتشار یافته‌است. عنوان این گزارش در سال ۲۰۱۳، رشد و فرصت‌های شغلی در یک جهان درهم تنیده (Growth And Jobs In A Hyperconnected World) می‌باشد. گفته شده‌است که جهان از ابتدای سال ۲۰۰۰، به‌طور فزاینده‌ای درهم تنیده شده‌است. رشد نمایی تجهیزات موبایل، داده‌های بزرگ، و رسانه‌های اجتماعی، همگی محرک‌های این فرایند درهم تنیدگی هستند. درهم تنیدگی، تعریف دوباره روابط بین افراد، مصرف‌کنندگان و بنگاه‌ها، و شهروندان و دولت‌ها را ناگزیر می‌سازد. این طریق، فرصت‌های جدیدی برای افزایش بهره‌وری و بهبود توسط بازبینی مجدد روش‌های انجام کسب و کار، تولید محصولات و خدمات جدید، و بهبود در روش‌های ارائه خدمات عمومی، حاصل می‌گردد.

منافع تکنولوژی اطلاعات به‌شکل گسترده‌ای به عنوان منبعی بااهمیت شناخته شده‌است تا برای آن دسته از شرکتها، کارایی کسب نماید که اجازه می‌دهند تا تولیداتشان بهینه شده و منابعشان برای سرمایه‌گذاری‌های بهره ورانه دیگر، آزادسازی گردد؛ بنابراین، فناوری اطلاعات می‌تواند نقش بااهمیتی در حمایت از رشد اقتصادی و ایجاد فرصت‌های شغلی باکیفیت، ایفا نماید. در این گزارش، میزان دیجیتالی شدن کشورها با مقیاس ۰ تا ۱۰۰ نشان داده شده‌است. بررسی‌ها ثابت کرده‌است که افزایش در هر ۱۰ درصد این شاخص، موجب ایجاد ۰٫۷۵ رشد در تولید ناخالص داخلی، و ۱٫۰۲ درصد کاهش در بیکاری می‌گردد.
گزارش «GITR» براساس شاخص آمادگی شبکه‌ای (Networked Readiness Index) یا NRI تهیه و ارزیابی گردیده‌است. NRI اثر فناوری اطلاعات را در یک سطح جهانی، ارزیابی کرده و آمادگی کشورها در استفاده از فناوری اطلاعات در اقتصادهایشان را نشان می‌دهد. اعتقاد بر آن است که NRI چهارچوب مفهومی مفیدی برای تصمیم گیرندگان، فراهم می‌آورد. NRI شامل چهار زیر شاخص است. سه زیرشاخص اول، به عنوان محرک‌هایی برای زیرشاخص چهارم، یعنی تأثیرهای فناوری اطلاعات، قلمداد می‌گردد. این چهار زیرشاخص، به ده رکن تقسیم شده و درمجموع، ۵۴ شاخص مجزا را فراهم می‌آورند. امتیاز این چهار زیرشاخص ـ متوسط امتیاز این ارکان بوده و امتیاز تهایی شاخص آمادگی شبکه‌ای، متوسط امتیاز این چهار زیرشاخص می‌باشد.

## معترضان به داووس
اجلاس داووس مانند دیگر نشست‌ها و اجلاس‌هایی که میهمانان سرشناسی از سراسر دنیا دارد، محلی برای نشان دادن اعتراض به سیاست‌های دولتمردان هم به‌شمار می‌رود. گروه‌های مخالف جهانی‌سازی، مخالفان سرمایه‌داری، چپ‌ها و سبزها همیشه از این فرصت برای نشان دادن مخالفت‌های خود با سیاستمداران استفاده می‌کردند. اما به نظر می‌رسد که معترضان دیگر تب و تاب گذشته را ندارند؛ زیرا آن‌ها به این نتیجه رسیده‌اند که اجلاس داووس نقش چندانی در سیاست‌های اجرایی بین‌المللی ندارد.
بنیاد آکسفام در گزارش سال ۲۰۱۴ خود از داووس به عنوان یکی از مهم‌ترین نهادهای مشاوره و تصمیم‌گیری‌های اقتصادی جهان صحبت کرده که باعث درآمیختن قدرت اقتصادی با مراکز تصمیم‌گیری‌های سیاسی می‌شود که تأثیرهای مخرب آن بر نحوهٔ مدیریت جامعه، دموکراسی و گسترش فقر و بی‌عدالتی مشهود است. در این گزارش گفته شده که اقلیت صاحب قدرت اقتصادی در همکاری و هماهنگی با قدرت سیاسی در سطح جهان با تقلب و فریبکاری در شیوهٔ مدیریت امور اقتصادی، دموکراسی را تضعیف کرده و شرایطی را به وجود آورده که امروزه ثروت ۸۵ نفر از ثروتمندترین افراد با دارایی ۵۰ درصد از جمعیت جهان برابر است. انحصار فرصت‌ها و امکانات در دست یک اقلیت کوچک باعث شده که ۷۰ درصد از مردم جهان اکنون در کشورهایی زندگی کنند که طی سه دهه گذشته نابرابری اقتصادی در آن‌ها افزایش یافته‌است. هم‌اکنون یک درصد از مردم با ثروتی حدود ۱۱۰ تریلیون دلار صاحب ۴۶ درصد از کل ثروت جهان هستند. طبق ارزیابی‌های این نهاد، نابرابری اقتصادی با به خطر انداختن ثبات و امنیت اجتماعی یک خطر بزرگ برای امنیت جهانی است.